# Plompetorenbrug
De Plompetorenbrug is een rijksmonumentale boogbrug in het centrum van de Nederlandse stad Utrecht. Het is tevens de naam van een straat op deze locatie.
De brug overspant de Plompetorengracht die onder de brug uitmondt in de Stadsbuitengracht. De brug heeft een enkelvoudige overspanning en ten zuiden ervan grenzen werfloze werfkelders. Qua bouwgeschiedenis werd de Stadsbuitengracht in de 12e eeuw aangelegd als verdedigingsgracht om de middeleeuwse stad Utrecht. In het noordoosten van de stad verrees ook die eeuw de inmiddels verdwenen Plompetoren op deze locatie. Deze vormde een verdedigingstoren aan de stadswal/stadsmuur. De Plompetorengracht is in het eind van de 14e eeuw aangelegd.

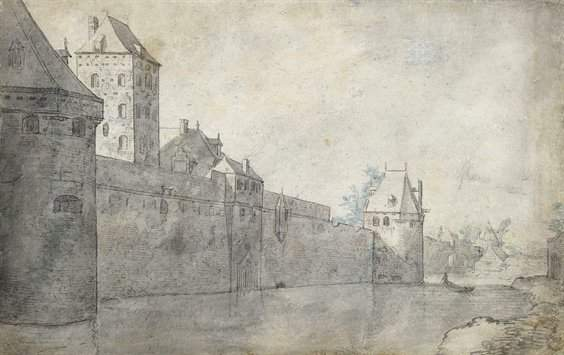
De hoge Plompetoren van buiten de stadsmuur rond 1615 afgebeeld. Links en rechts in de tekening de waltorens De Vos en De Beer. Zichtbaar is ook de uitmonding van de Plompetorengracht door de stadsmuur in de Stadsbuitengracht.
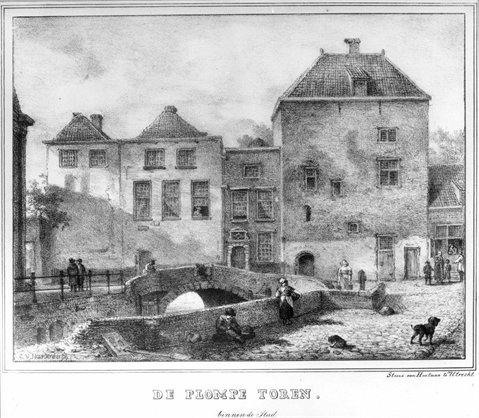
De Plompetorenbrug rond 1828. Rechts in de prent de inmiddels verlaagde Plompetoren kort voor diens afbraak.